# Демчук Петро Іванович
Петро́ Іва́нович Демчу́к (30 травня (11 червня) 1900, Городенка — нині Івано-Франківської області — 3 листопада 1937, Сандармох) — український юрист, дослідник німецької філософії.
Жертва сталінського терору.

## Біографія
1915 року — доброволець Українських Січових Стрільців. З листопада 1918 — в Українській Галицькій Армії. Двічі був полонений поляками, двічі зумів втекти.
У повоєнному часі прихилився до комуністичної ідеї, став одним з організаторів української секції в Компартії Австрії. Працював у партійній пресі, одночасно у партійній школі, при повноважному представництві СРСР у Австрії.
1924 року закінчив Віденський університет права, з 1925 із групою політичних емігрантів переїхав до Харкова.
1927 року закінчив аспірантуру при Інституті марксизму-ленінізму, працював на кафедрі соціології філософсько-соціологічного відділу тут же, потім очолив кафедру філософії Всеукраїнської асоціації марксистсько-ленінських науково-дослідних інститутів. З 1929 року — член КП(б)У.
Був завідувачем кафедри діалектичного та історичного матеріалізму Харківського інституту радянського будівництва і права, входив до складу філософської комісії при ВУАН.
Стає одним з лідерів «гегелізованого марксизму». 1930 року видана його книга-маніфест «В боротьбі за ленінську філософію (З приводу ленінського конспекту гегелівської „Науки логіки“)!».
Друкувався в журналах «Гарт», «Політфронт», «Прапор марксизму», «Червоний шлях».
Його праці:
- 1928 — «Микола Зібер»,
- 1929 — «Нариси про сучасний стан німецької філософії»,
- 1930 — «Філософська мудрість сучасної буржуазії»,
- 1931 — «Неогегельянство як зброя фашизму»,
- 1931 — «Розклад сучасної буржуазної філософії»,
- 1931 — «Шевченко та його вчителі філософії».

На початку 1930-х здійснив спробу переглянути свої піддані нищівній критиці погляди в статті «На боротьбу проти меншовикуючого ідеалізму (з приводу моїх власних помилок)» — 1931, але було запізно.
У травні 1933 року його звинувачено в «українському націонал-фашизмі», заарештований, засуджений на 5 років позбавлення волі. Відбував покарання на Соловках — у табірному пункті «Кремль», переведений до табпункту «Муксалма», оголошував голодування, намагався захищати свої права, оскаржуючи дії представників табірної адміністрації.
Рішенням окремої трійки Управління НКВС СРСР по Ленінградській області «засуджений» до найвищої кари 9 жовтня, розстріляний 3 листопада 1937 року в урочищі Сандармох поблизу селища Медвежа Гора (нині місто Медвеж'єгорськ у Карелії, РФ).
Реабілітований посмертно Архангельським обласним судом (20.08.1959), а також Верховним судом УРСР (13.05.1961). Символічно перепохований на міському цвинтарі в Києві.
Ерудований вчений, володів кількома іноземними мовами. Філософію розглядав як «дзеркало фактичного стану речей», звертав увагу на критичний аналіз тогочасної німецької філософії, специфічністю її вважав містику, песимізм та скептицизм, що, на його погляд, вели до пришвидшення процесу політизації фашизму.
Аналізував тогочасний соціал-демократизм Західної Європи, білоемігрантську філософію та націоналізм. Нарівні з виявленням особливостей цих течій та їхніх філософських основ допускав можливість ототожнення соціал-демократизму з соціал-фашизмом, філософських партій і політичних. Ці умовиводи обернулися проти нього — його звинуватили в фашизмі та націоналізмі.
У радянських довідниках зазначалося, що він помер у січні 1943 року.